# Ruta Estatal de California 42
La Ruta Estatal de California 42, y abreviada SR 42 (en inglés: California State Route 42) fue una carretera estatal estadounidense ubicada en el estado de California. La carretera iniciaba en el Oeste desde la SR 1     en Westchester hacia el Este en la I 5     en Norwalk. La carretera tenía una longitud de 30,3 km (18.82 mi).

## Historia
Anteriormente la Ruta 42 pasaba por la Manchester Avenue, Manchester Boulevard y Firestone Boulevard en Los Ángeles y las ciudades al sur de esas calles. Después de 1968, pasaba por la Ruta Estatal 1 al oeste de Inglewood (cerca del Aeropuerto Internacional de Los Ángeles) al este de la Interestatal 5 en Norwalk. Aunque estaba señalizada como la SR 42, estaba oficialmente designada como la Ruta 105 hasta que fue reemplazada paralelamente por la Interestatal 105alrededor de 1990. Desde ese entonces, desapareció 2000, fue un segmento de la Ruta 105, y continuó señalizada como la SR 42.

## Mantenimiento
Al igual que las autopistas interestatales, y las rutas federales y el resto de carreteras estatales, la Ruta Estatal de California 42 era administrada y mantenida por el Departamento de Transporte de California por sus siglas en inglés Caltrans.

## Cruces
La Ruta Estatal de California 42 era atravesada principalmente por la  I 405  en Inglewood
 I 110  en Los Ángeles
 I 710  en South Gate
 I 605  cerca de Downey.
| Localidad | Miliario         | Destinos                                          | Notas                                    |
| --- | ---------------- | ------------------------------------------------- | ---------------------------------------- |
| Los Ángeles | 0.00             | Manchester Avenue                                 | Continuación más allá de la SR 1         |
| Los Ángeles | 0.00             | SR 1 (Lincoln Boulevard)                          |                                          |
| Los Ángeles | 1.32             | Sepulveda Boulevard                               |                                          |
| Inglewood |                  | La Cienega Boulevard                              |                                          |
| Inglewood | 2.91             | I 405 (San Diego Freeway)                         | Interchange                              |
| Inglewood | 3.83             | Hawthorne Boulevard                               | Antigua SR 107                           |
| Inglewood | 5.42             | Crenshaw Boulevard                                |                                          |
| Los Ángeles | 6.42             | Western Avenue                                    | Antigua SR 213                           |
| Los Ángeles | 7.42             | Vermont Avenue                                    |                                          |
| Los Ángeles | 7.93             | Figueroa Street                                   |                                          |
| Los Ángeles | 8.04             | I 110 (Harbor Freeway) – Los Ángeles, San Pedro   | Interchange                              |
| Los Ángeles | 8.19             | Broadway                                          |                                          |
| Los Ángeles | 9.44             | Central Avenue                                    |                                          |
| | 10.97            | Alameda Street                                    | Antigua SR 47                            |
| South Gate | 11.61            | Long Beach Boulevard                              |                                          |
| South Gate | 14.53            | I 710 (Long Beach Freeway) – Pasadena, Long Beach | Interchange                              |
| South Gate | 14.81            | Garfield Avenue                                   |                                          |
| Downey |                  | Paramount Boulevard                               |                                          |
| Downey | 17.45            | SR 19 (Lakewood Boulevard)                        |                                          |
| Norwalk | 18.82            | I 605 (San Gabriel River Freeway)                 | Interchange                              |
| Norwalk | Imperial Highway |                                                   |                                          |
| Norwalk |                  | I 5 sur (Santa Ana Freeway)                       | Interchange; salida este y entrada oeste |
| 1.000 mi = 1.609 km; 1.000 km = 0.621 mi Cerrada/Antigua • Terminal concurrente • Acceso incompleto • Propuesta/Sin abrir |                  |                                                   |                                          |